# چکری راجگان
چکری راجگان (انگلیسی: Chakri Rajgan) یک روستا در تحصیل جهلم در پنجاب  و در پاکستان است. این روستا ۵۰ متر بالاتر از سطح دریا واقع شده‌است.